# ヘンリー・コスター (探検家)
ヘンリー・コスター（Henry Koster (1793年10月8日 - 1820年12月6日）はイギリス人の砂糖商人の息子である。短い生涯の後半をブラジルで過ごし、ブラジルの旅行記を書いた。ポルトガル語の名前をエンリケ・ダ・コスタ（Henrique da Costa）、フランスではアンリ・コステ（Henri Koster）の名前で著者が出版された。

## 略歴
リバプールの砂糖商人ジョン・セオドア・コスター（John Theodore Koster）の息子で、ポルトガルで生まれた。健康に恵まれなかったため、気候のいいブラジルのペルナンブーコに送られ、1809年11月にブラジルに着き、州都のレシフェに12月に到着した 。レシフェで1年ほど滞在した後、ブラジル各地を旅した。1812年にセアラー州のジャグァリベに土地を借り、奴隷を買って、ファゼンダ（農園主）となり、コーヒーを栽培し、輸出した。その後、イギリスに何度か短い旅をする以外はブラジルで暮らした。
1810年に『ブラジル史』を出版したイギリスの詩人、ロバート・サウジーと知り合い、進められて『ブラジルの旅』を1815年に出版した 。サウジーの『ブラジル史』のポルトガル語への翻訳を始めたが完成しなかった。
植物学の分野では、ブラジル人の学者、マヌエル・アルーダ・ダ・カマラの著作を紹介し、ブラジルを訪れた植物学者、ヨハン・バプチスト・フォン・スピックスとカール・フリードリヒ・フィリップ・フォン・マルティウス、オーギュスタン・サンティレールの探検に協力した。

## 著書の図版

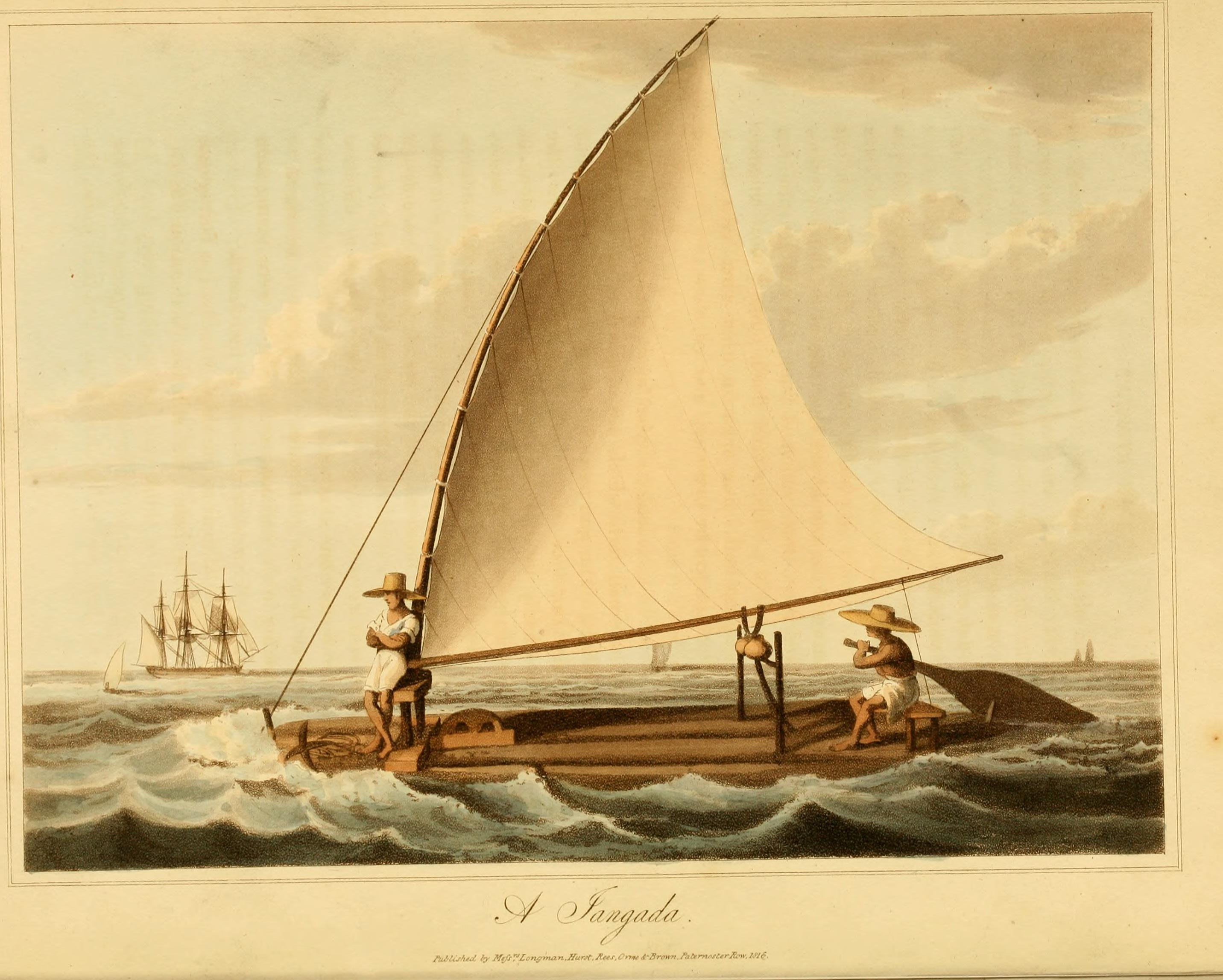
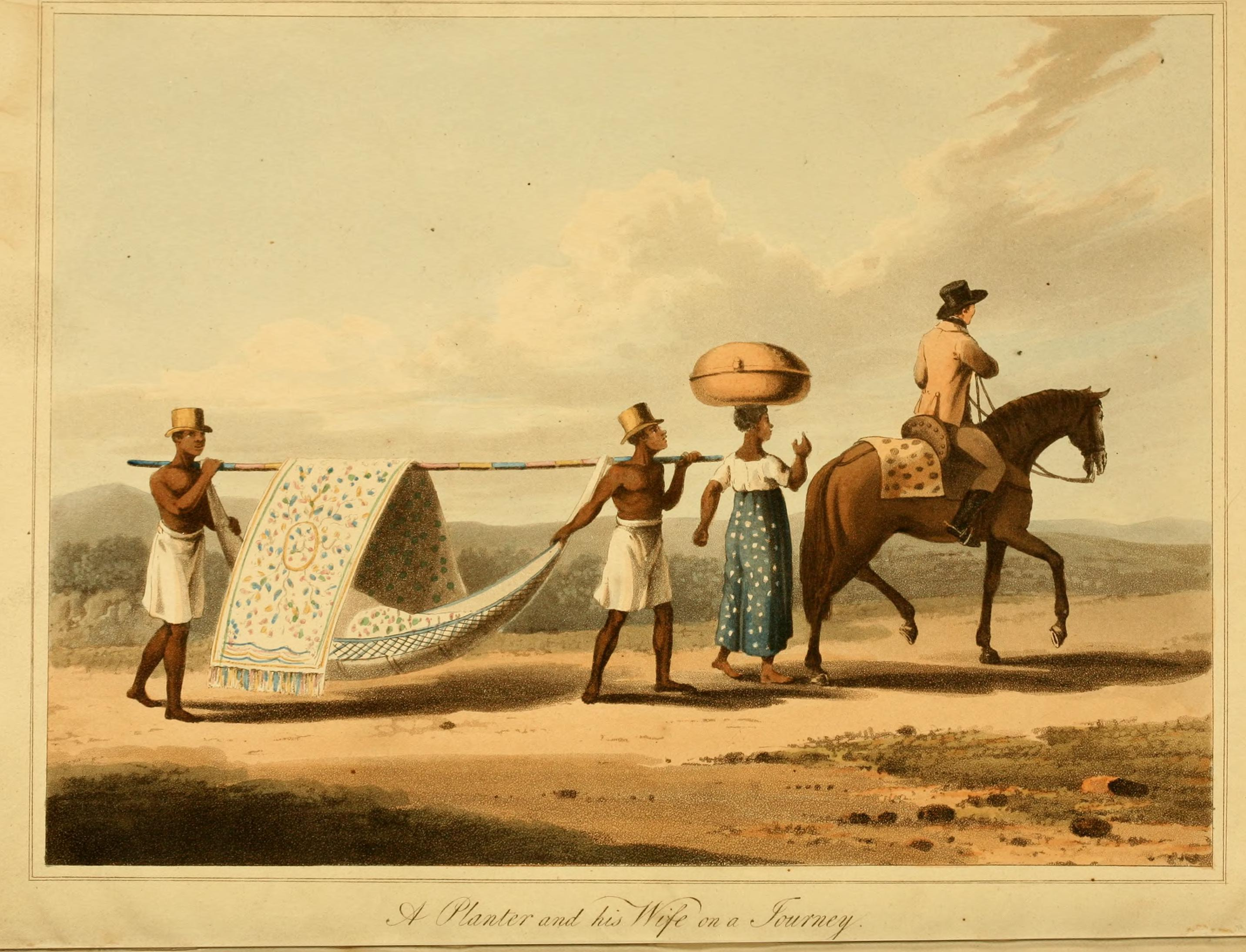
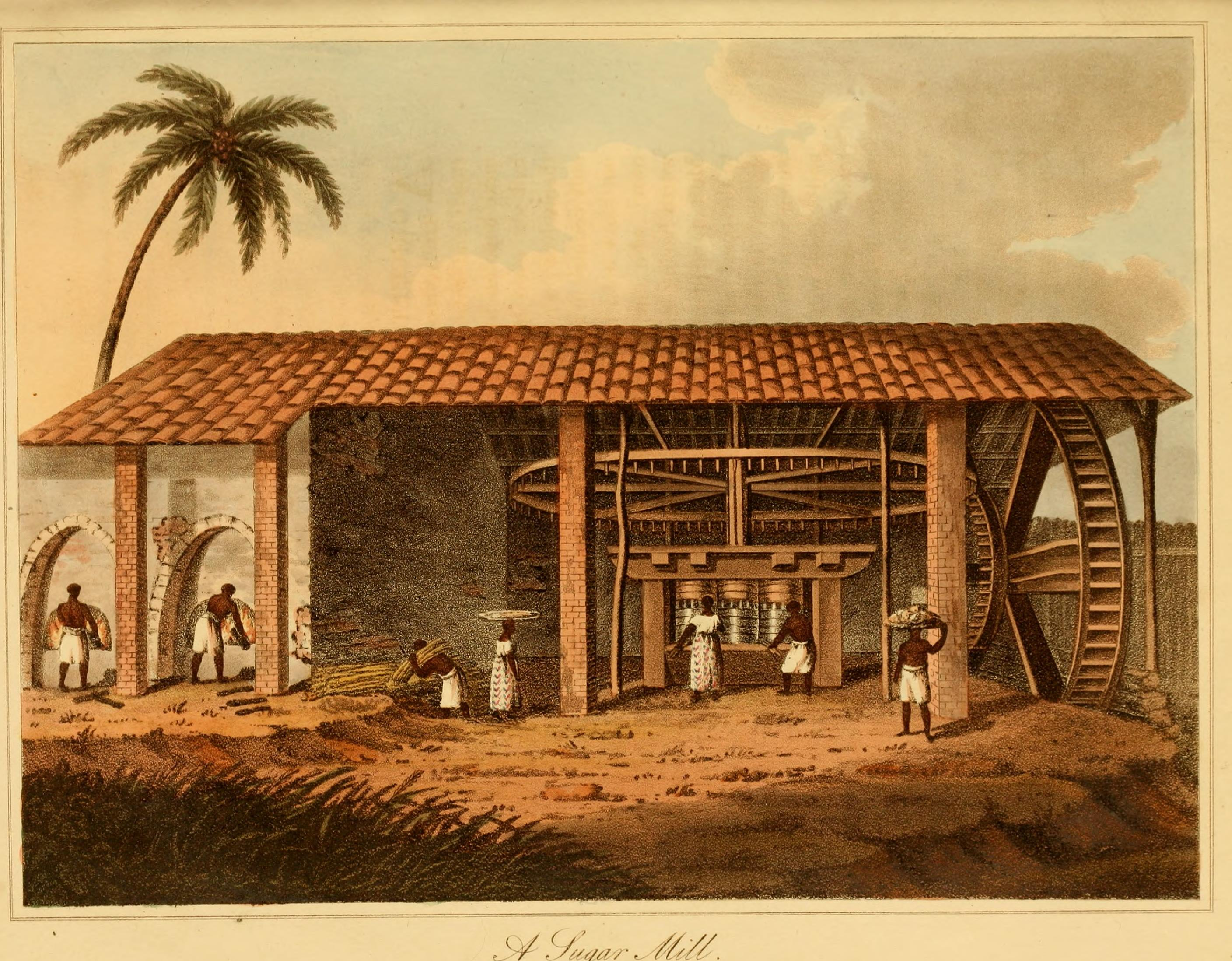
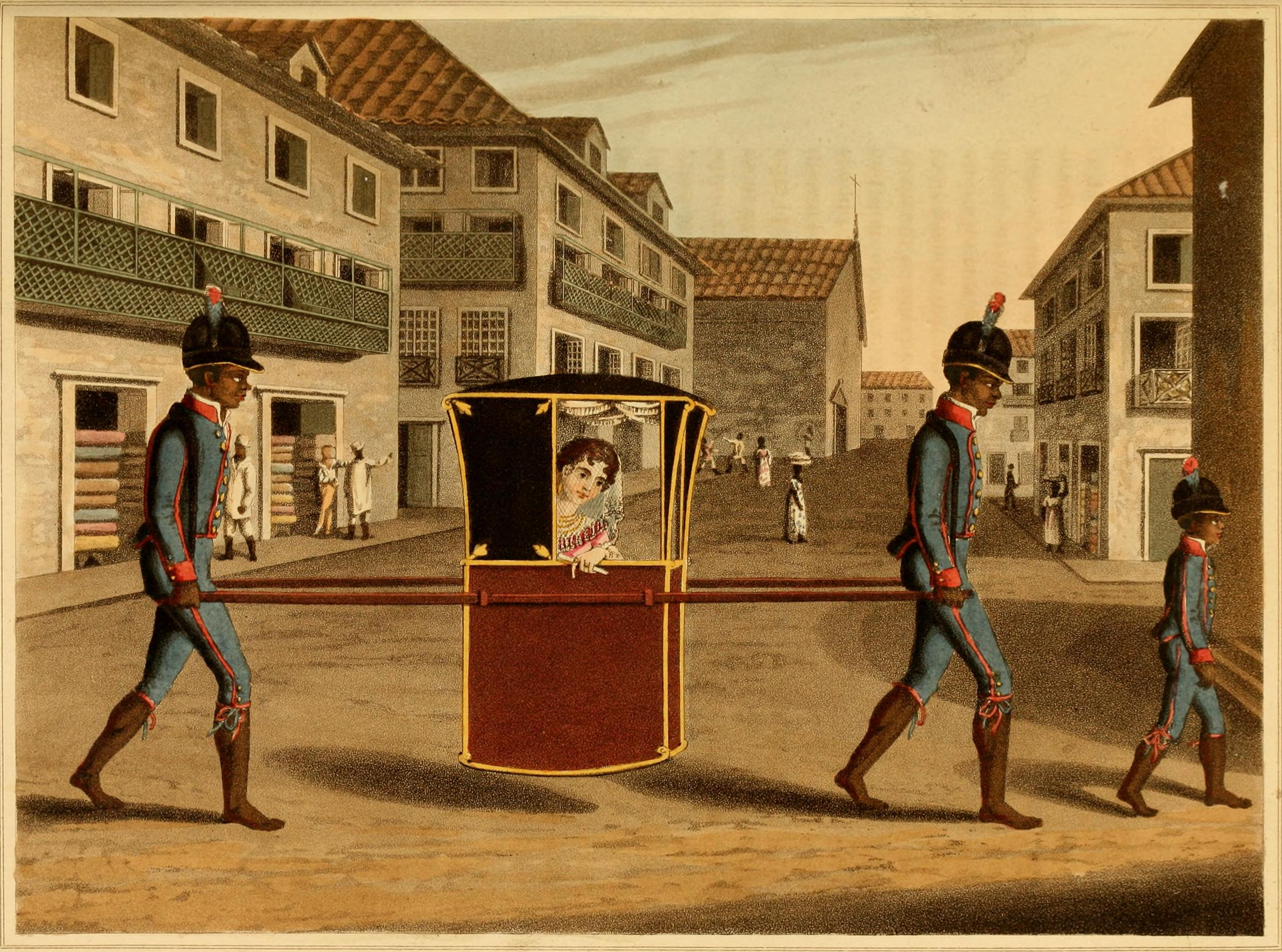

## 著作
- Koster, Henry (1816). Travels in Brazil. London: Longman, Hurst, Rees, Orme, and Brown 2015年5月11日閲覧。
  - Voyage dans la partie septentrionale du Brésil, depuis 1809 jusqu'en 1815 (Paris: 1818)
- On the Amelioration of Slavery (1816)